# José Tapia Brea
José Francisco Tapia Brea (Salcedo, 5 de abril de 1908-Santo Domingo, 19 de junio de 1984) fue un escritor, cronista histórico, abogado, jurista, embajador y luchador antitrujillista dominicano. Formó parte del “grupo X” liderado por Ángel Severo Cabral, cuya finalidad era eliminar la dictadura de Rafael Trujillo y tomar las medidas pertinentes que permitieran garantizar un proceso democrático en el país después del ajusticiamiento del tirano. Se encargó de unificar los diferentes grupos que surgieron en varios lugares del país con estos mismos propósitos, entre ellos el grupo de la ciudad de Santiago liderado por Federico Carlos Álvarez.
En 1961 escribió la proclama que informaría al pueblo dominicano sobre el ajusticiamiento del dictador.
Entre muchos de sus nombramientos y distinciones, se destaca su nombramiento como juez presidente del Tribunal de Primera Instancia de San Cristóbal (República Dominicana), y diecisiete años más tarde, su nombramiento como Embajador Extraordinario y Plenipotenciario de la República Dominicana ante la República del Brasil.  
En 1996 fue honrado su nombre con una calle en el Sector Evaristo Morales de la ciudad de Santo Domingo, capital de República Dominicana. 

## Biografía

### Primeros años y familia
Nació en Salcedo, entonces común de la La Vega, el día cinco de abril de 1909, hijo del matrimonio constituido por José Francisco Tapia Calderón y Manuela Brea Pichardo.
Se graduó como Licenciado en Derecho en la Universidad Autónoma de Santo Domingo, el 25 de mayo de 1934, habiendo cursado sus estudios de bachillerato en la ciudad de La Vega (República Dominicana), provincia de La Vega.
Contrajo matrimonio con la señorita Pura Luz Simó Sagredo en San Francisco de Macorís en 1937 con quien procreó sus hijas Sonia, Alma y Luz Vanessa, adoptando más tarde a Christian de Jesús.

### Lucha antitrujillista
Estuvo íntimamente comprometido con la trama que culminó con el ajusticiamiento de Rafael Trujillo Molina, dictador por treinta y un años de la República Dominicana. Escribió la Proclama o Manifiesto que debía informar al país de la muerte del tirano una vez fuera ejecutado el plan que culminaría con su muerte.
Formó parte del “grupo X” liderado por Ángel Severo Cabral cuya finalidad era tomar los acuerdos pertinentes que permitieran garantizar un proceso democrático después de ejecutado el plan primario que culminaría con la muerte del dictador. Se encargó de unificar los diferentes grupos que surgieron en otros lugares del país con estos mismos propósitos, entre ellos el grupo de la ciudad de Santiago liderado por Federico Carlos Álvarez.
En 1932, aproximadamente, en los inicios de la tiranía, participó en una manifestación estudiantil en los predios de la Universidad Autónoma de Santo Domingo, en protesta contra el régimen político dictatorial de Rafael Trujillo. La manifestación fue disuelta a "macanazos" por la Caballería Montada del régimen y él terminó en prisión. Fue llevado a la "Torre del Homenaje" de la Fortaleza Ozama, usada entonces como cárcel para los presos "políticos". Ahí permaneció por un mes aproximadamente junto a los otros jóvenes que corrieron la misma suerte. Allí fundaron una de las primeras células antitrujillistas del País.
En 1945 lo nombran procurador fiscal de la Provincia de Duarte y en 1947 lo nombran juez presidente del Tribunal de Primera Instancia de San Cristóbal (República Dominicana). Allí, en gesto de honestidad y valentía, descargó responsablemente, libre de culpa al señor Rafael Lambertus Soto, un agrimensor de la región, acusado injustamente de robo por órdenes directas del Presidente Rafael Trujillo. Esto, como castigo por haberse negado a entregarle su hija, de quién se había prendado. Este gesto pudo haberle costado la vida al Licenciado Tapia al contravenir una orden directa del tirano, poniendo de manifiesto su carácter íntegro. Después de esto Tapia presentó su renuncia al cargo, y se fue de inmediato con su familia a San Francisco de Macorís buscando evitar las consecuencias funestas de su desobediencia. Luego le envió una correspondencia en términos laudatorios a Rafael Trujillo exaltando su sentido de "justicia" para justificar su actuación y liberarse de la persecución. Se hizo el propósito de nunca más aceptar otra posición o cargo público que pudiera comprometer su integridad y dignidad. Lo cual cumplió hasta la desaparición de la tiranía.
El 31 de mayo de 1961,en la madrugada siguiente al ajusticiamiento de Rafael Trujillo, lo sorprendieron en su casa de San Francisco de Macorís los esbirros del régimen, y lo llevaron en calidad de prisionero a la Fortaleza Militar, junto a otros hombres que también habían sido alguna vez contrarios al régimen. Allí permanecieron en condiciones deplorables hasta que se hizo público el ajusticiamiento de Rafael Trujillo.
Fue uno de los fundadores del movimiento patriótico Unión Cívica Nacional (República Dominicana), que a raíz de la muerte del dictador aglutinó a la mayoría del pueblo dominicano con el objetivo de expulsar del país a los remanentes del trujillato. Dicho propósito fue logrado después de grandes movilizaciones donde el Licenciado Tapia expuso su vida más de una vez, colocándose “a pecho descubierto” como apaciguador frente el ejército, quien armado de ametralladoras amenazaba a la multitud.

### Muerte
Falleció en Santo Domingo víctima de un accidente automovilístico, el 19 de junio de 1984.

## Nombramientos y distinciones
En el aspecto social, fue elegido tres veces presidente del legendario Club Esperanza de San Francisco de Macorís, presidente del Ateneo Duarte, Presidente del Club Atlético y Deportivo Duarte, Presidente de la Asociación de Padres y amigos de la Escuela en San Francisco de Macorís, Presidente del Comité de Alfabetización de adultos de la Provincia de Duarte y muchos otros cargos más. Todos dentro del período de 1940-1962.
Fue nombrado Cónsul Honorario de El Salvador en su país natal por largos años desde la década de 1950.
Fue elegido unánimemente por Rotary International como Gobernador del Distrito 406 correspondiente a la República Dominicana para el periodo 1962-1963, como desagravio, por la oposición que le hiciera en años anteriores el régimen trujillista, por su condición de persona desafecta al gobierno.
En 1964, fue nombrado Embajador Extraordinario y Plenipotenciario de la República Dominicana ante la República del Brasil, donde permaneció por un año y medio, siendo trasladado luego y nombrado con el mismo cargo ante la República del Ecuador, donde permaneció hasta fines del 1965. 
Fue nombrado Socio de Honor por el Club Rotario de Santo Domingo Bella Vista el 3 de marzo de 1971 y Socio Honorario del Club Rotario de Santo Domingo Colonial el 5 de julio de 1973. 
En noviembre de 1996 fue honrado su nombre con una calle en el Sector Evaristo Morales de la ciudad de Santo Domingo, capital de la República Dominicana.
La Fundación Héroes del 30 de mayo, otorgó un Diploma de Reconocimiento por su lucha antitrujillista el 30 de mayo del 2015.

## Labores
Escribió varios libros históricos, entre ellos: “El prócer de las dos guerras de Independencia”, “Vida de Olegario Tenares”, “Síntesis biográfica sobre Juan Pablo Duarte” y otros, así como numerosos artículos periodísticos sobre variados temas de interés nacional. Además, escribió un libro de poemas titulado, “Mi cofre lírico” 
Ejerció con éxito su profesión de abogado, tanto en materia civil y comercial, como penal y de tierras, principalmente en San Francisco de Macorís y luego en todo el ámbito nacional, fundando en Santo Domingo, junto a su hija, Sonia Tapia de Tejada, la Compañía Tapia Brea & Tejada C por A, con especialidad en servicios inmobiliarios y asuntos jurídicos.